# Алисън Потър
Алисън Потър (на английски: Alison Potter) е английска писателка на бестселъри в жанра психологически трилър. Пише под псевдонима Али Найт (на английски: Ali Knight).

## Биография и творчество
Баща ѝ е американец, а майка ѝ англичанка. Израства в Бедфорд.
Работи дълги години като помощник-редактор в BBC и журналист в националните вестници „Дейли Мейл“, „Гардиан“, „Обзървър“, „Ийзи Ливинг“ и др. Участва в екипите, осъществили някои от най-успешните маркетингови програми в уеб-сайтовете на „Дейли Мейл“ и „Ивнинг Стандарт“.
Първият ѝ роман „Лъжи“ е публикуван през 2011 г. Той става бестселър публикуван в много страни.
Алисън Потър живее със семейството си в Лондон.

## Произведения

### Самостоятелни романи
- Wink Murder (2011)
Лъжи, изд.: ИК „ЕРА“, София (2012), прев. Юлия Чернева
- The First Cut (2012)
- Until Death (2013)
- The Silent Ones (2015)